# Romariz (Santa Maria da Feira)
Romariz es una freguesia portuguesa del concelho de Santa Maria da Feira, con 10,44 km² de superficie y 3650 habitantes (2001). Su densidad de población es de 349,6 hab/km².